# Bob Bert
Pour les articles homonymes, voir Bertelli et Bert.
Robert Bertelli, mieux connu sous le nom de Bob Bert, est un batteur américain.
Installé à Hoboken dans le New Jersey, Bert s'est fait connaître en tant que batteur pour le groupe de rock alternatif Sonic Youth au début des années 1980. Bert a joué dans les albums Confusion Is Sex, Sonic Death, et Bad Moon Rising. Après Bad Moon Rising, Bert quitte le groupe. Il est remplacé par Steve Shelley.
Bert a participé dans la seconde moitié des années 1980 en tant que percussionniste au groupe de noise rock Pussy Galore, puis les Chrome Cranks.
Il joue régulièrement comme batteur dans le groupe de Lydia Lunch, Retrovirus.